# Ellen Rochefort
Ellen Rochefort, född 22 november 1954, är en friidrottare från Kanada. Hon deltog vid olympiska sommarspelen 1988.